# Corylus avellana
Cây trăn châu Âu (歐榛 - Âu trăn) (danh pháp hai phần: Corylus avellana), là một loài thực vật có hoa trong họ Bạch dương (Betulaceae). Loài này được Carl von Linné mô tả khoa học đầu tiên năm 1753. Phỉ là loài bản địa châu Âu và Tây Á, từ Đảo Anh đến Iberia, Hy Lạp, Thổ Nhĩ Kỳ và Síp, phía bắc đến trung tâm Scandinavia, và phía đông đến dãy núi Ural miền Trung, vùng Caucasus và Phía tây bắc Iran. Đây là một thành phần quan trọng của hàng rào phòng hộ là các ranh giới hiện trường truyền thống ở vùng đất thấp của nước Anh. Gỗ được trồng theo truyền thống như gai, các cọc cắt được sử dụng phên nứa và đất trong xây nhà và hàng rào nông nghiệp.
Loài này thường được trồng để làm hạt. Tên hazelnut trong tiếng Anh áp dụng đối với các loại hạt của bất kỳ loài nào thuộc chi Corylus. Hạt dẻ hoặc hạt dẻ nâu, hạt nhân của hạt, có thể ăn được và sử dụng nguyên liệu hoặc rang, hoặc xay thành bột nhão. Xương rồng tròn, so sánh với hạt dài hơn.

## Mô tả

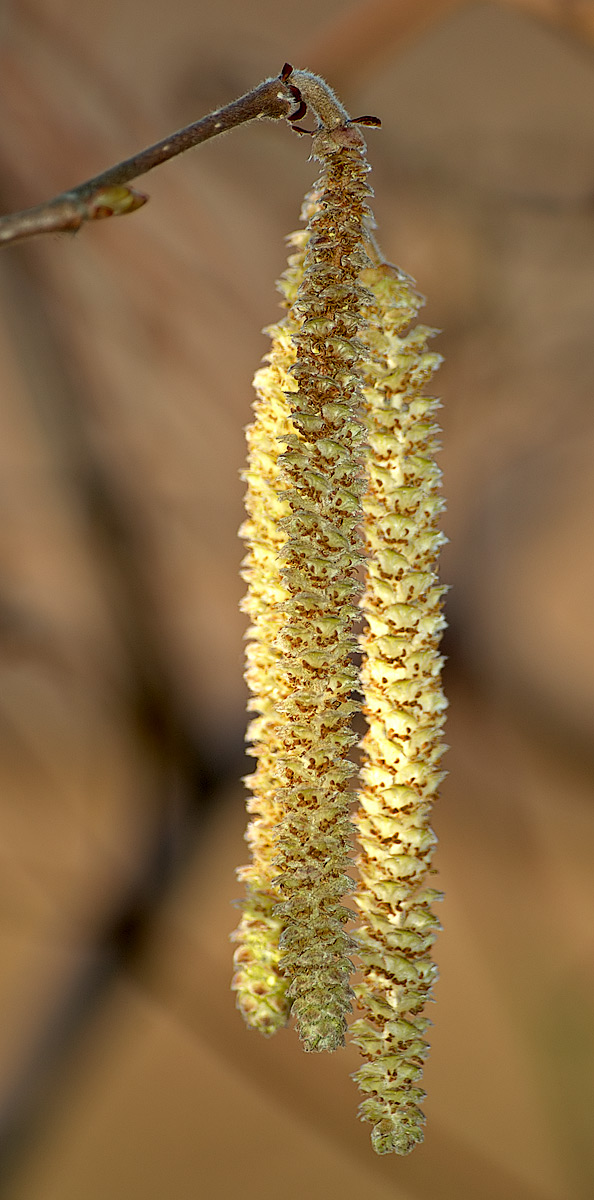
Hoa đực

Loài này thường là cây bụi có độ cao 3–8 m, nhưng có thể đạt đến 15 m. Lá rụng lá, tròn, dài 6–12 cm, lông mềm trên cả hai bề mặt, và có lề song song. Hoa ra rất rất sớm vào mùa xuân, trước khi lá, và là đơn tính với catkins thụ phấn gió duy nhất. Hoa đuôi chồn đực có màu vàng nhạt và dài 5–12 cm, trong khi hoa cái rất nhỏ và được che giấu trong chồi với chỉ những màu đỏ sáng 1–3 mm. Quả hạch, được ra thành các nhóm từ một đến năm lần với nhau, mỗi quả được giữ trong một vỏ bọc ngắn bao quanh khoảng ba phần tư hạt. Hạt có dạng hình cầu với hình bầu dục, dài 15–20 mm và dài 12–20 mm (lớn hơn, dài đến 25 mm, ở một số lựa chọn trồng trọt), màu nâu vàng với vết sẹo nhạt ở đáy. Vỏ hạt rơi ra khỏi môi trường khi chín, khoảng 7-8 tháng sau khi thụ phấn.

## Phân loại
Tên loài avellana xuất phát từ thị trấn Avella ở Ý và được Linnaeus lựa chọn từ De historia stirpium commentarii insignes (1542) của Leonhart Fuchs, nơi loài được miêu tả là"Avellana nux sylvestris" ("hạt hoang dã Avella").. Tên này được lấy từ cuốn Bách khoa toàn thư Naturalis Historia. từ năm 1992 của Pliny Già.

## Hình ảnh

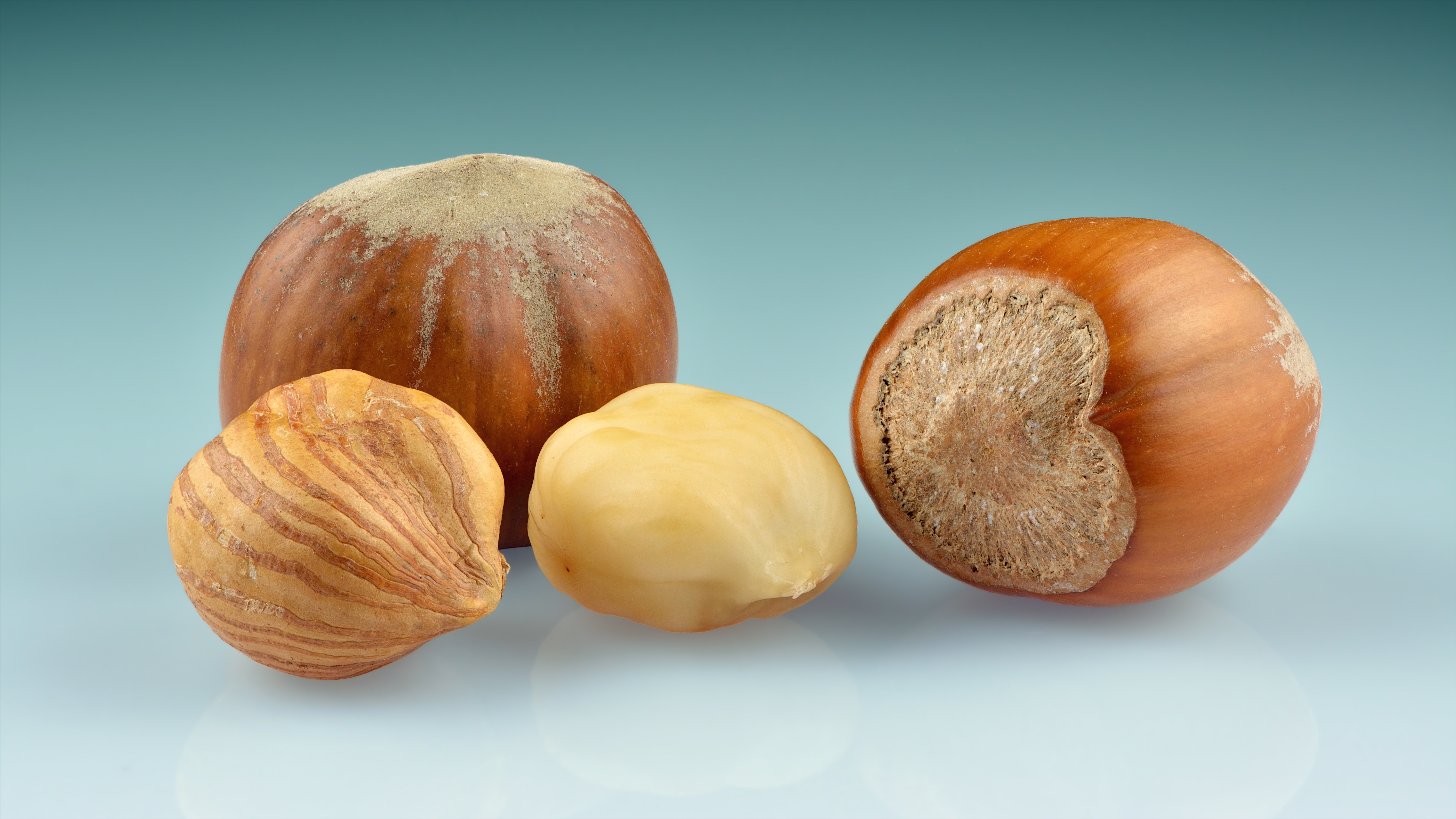
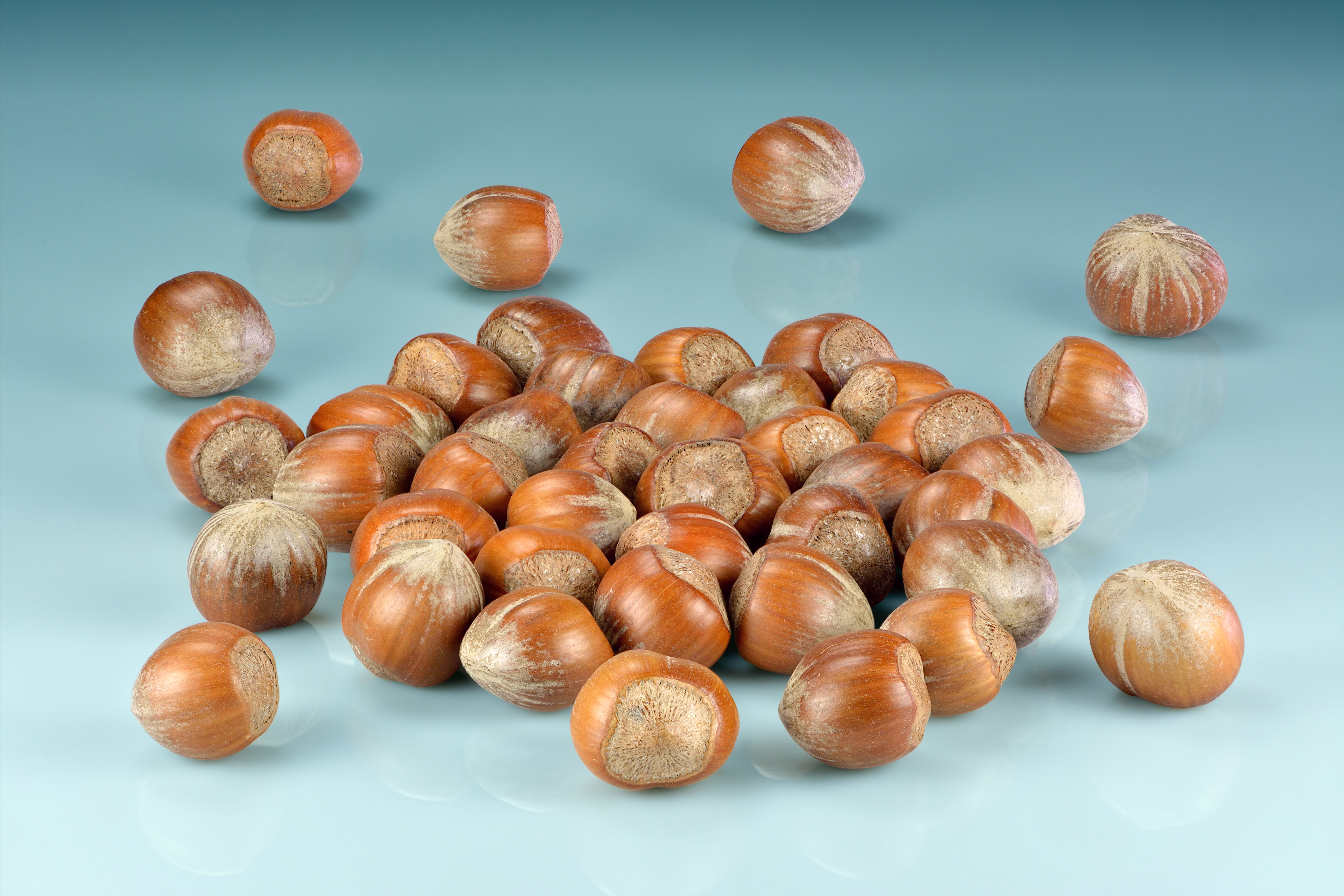
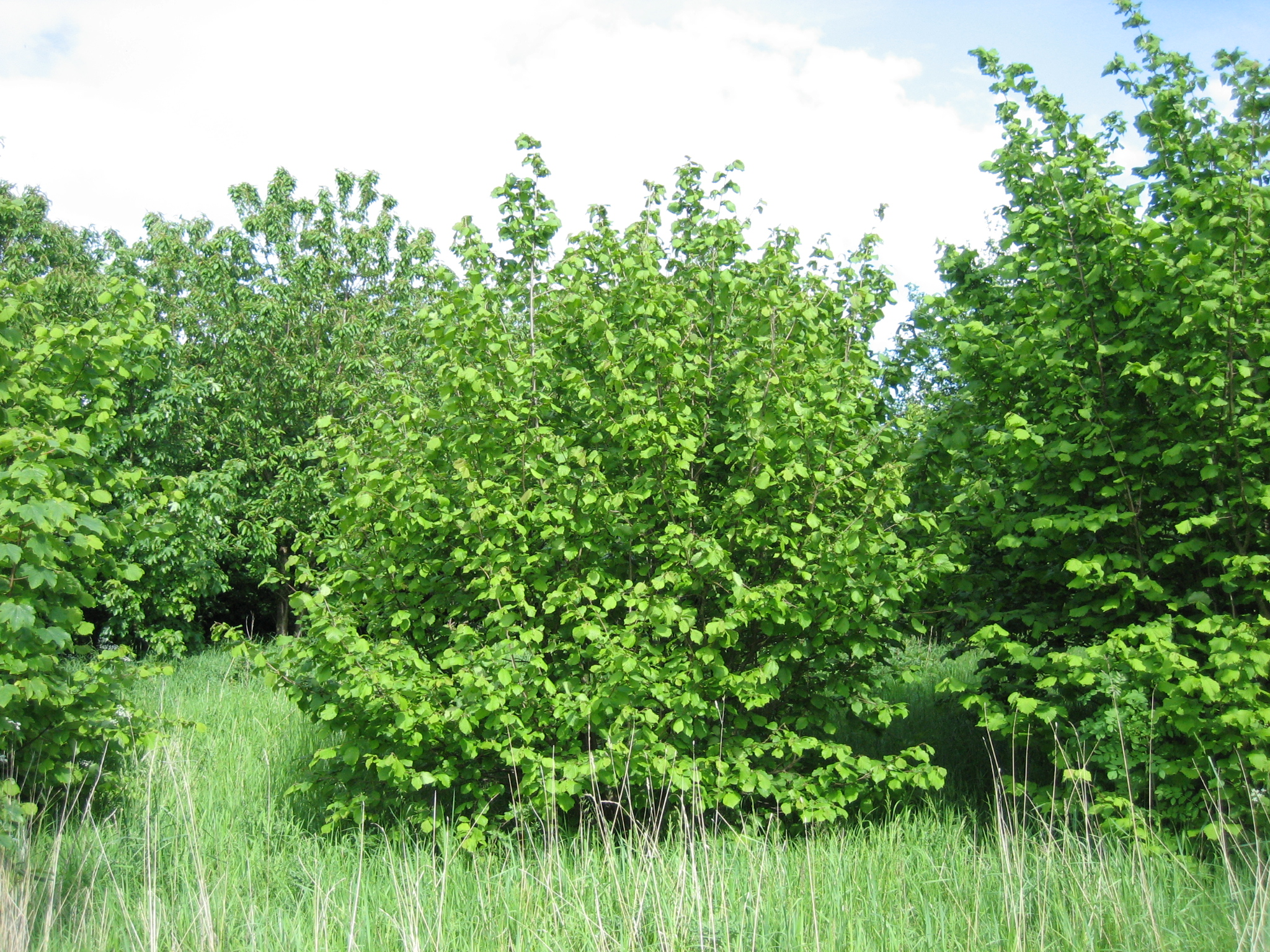
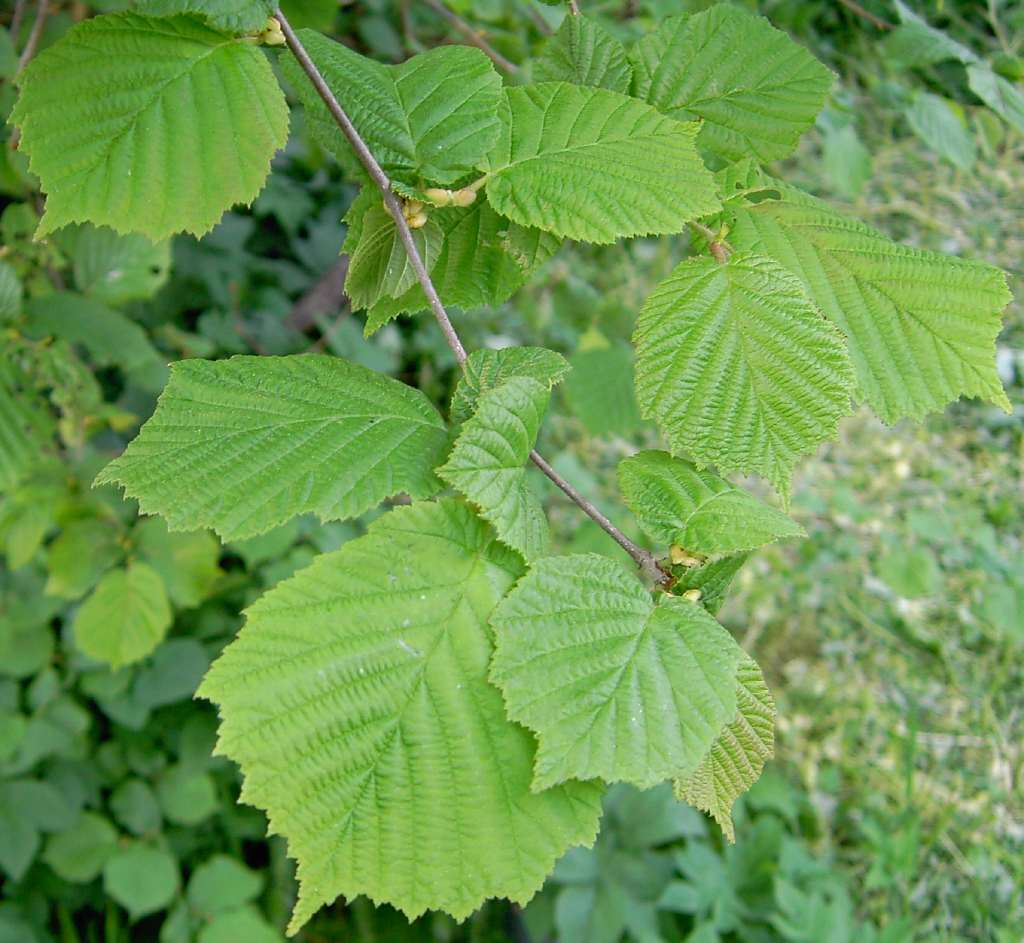